# ويليام إل. أوبراين
ويليام إل. أوبراين (بالإنجليزية: William L. O'Brien)‏ هو محامي وسياسي أمريكي، ولد في 20 يوليو 1951. حزبياً، نشط في الحزب الجمهوري.